# 森特維爾 (特拉華州)
森特維爾（英語：Centerville）是位於美國特拉華州紐卡斯爾縣的一個非建制地區。該地的面積和人口皆未知。

## 地理
森特維爾的座標為39°49′17″N 75°37′00″W / 39.82139°N 75.61667°W，而該地的平均海拔高度為133米（即436英尺）。